# کوری سندرز
کُری سندرز (انگلیسی: Corrie Sanders; ۷ ژانویهٔ ۱۹۶۶ – ۲۳ سپتامبر ۲۰۱۲) بوکسور حرفه‌ای اهل آفریقای جنوبی بود. او در سال ۲۰۰۳ با ناک‌اوت غیرمنتظره بر ولادیمیر کلیچکو در دو راند، قهرمان سنگین‌وزن جهان در مسابقات سازمان جهانی بوکس شد.
سندرز در سال ۲۰۱۲ حین سرقت مسلحانه هدف گلوله قرار گرفت و در بیمارستان مرد.کوری ساندرز، قهرمان پیشین جهان در بوکس سنگین‌وزن، در نزدیکی پرتوریا در آفریقای جنوبی، قربانی یک تیراندازی شد. او برای حفاظت از بستگان خود مقابل گلوله‌هایی ایستاد که سه مهاجم در مهمانی تولد برادرزاده‌اش شلیک کرده بودند. گلوله‌هایی که به شکم و بازوی او برخورد کرده بودند، روز بعد جان ساندرز ۴۶ ساله را در بیمارستان گرفتند.